# Mairie de Paris
Pour les articles homonymes, voir Ville de Paris.

L'hôtel de ville de Paris, où siège la mairie de Paris.

La mairie de Paris, sise à l'hôtel de ville de la capitale, est l'administration de la Ville de Paris, collectivité territoriale à statut particulier dont dépend le territoire de Paris,.
Elle est composée d'environ 55 000 agents répartis au sein de nombreuses directions coordonnées par un secrétariat général, sous l'autorité du maire de Paris et de ses adjoints. Il s'agit d'une des entités administratives les plus importantes en France, aussi bien en nombre d'agents qu'en budget. Cette stature s'explique essentiellement par le nombre d'habitants de la ville (2,2 millions d'habitants), qui fait de Paris à la fois la commune et le deuxième département les plus peuplés de France. De plus, elle cumule les compétences d'une commune forte de vingt arrondissements et celles d'un département.

## Historique

### Sous l'Ancien Régime
La première municipalité parisienne est constituée vers 1260, lorsque Saint Louis octroie aux prévôts et jurés de la puissante corporation des marchands de l'eau le droit d'administrer une partie de la cité. Cette association détient alors le monopole de la navigation sur la Seine, l'Oise, la Marne et l'Yonne, réglemente le trafic du fleuve et fixe les taxes à percevoir. Jusqu'ici, la ville était administrée par les représentants du roi : comte, vicomte, puis prévôt de Paris. C'est avec ce dernier que le prévot des marchands et ses échevins devront composer pour la bonne administration de la capitale durant les siècles qui vont suivre.
Élu par les bourgeois, le prévôt des marchands de Paris va prendre un ascendant politique considérable. Le rôle que tient Étienne Marcel durant la régence du dauphin, le futur Charles V, pousse le pouvoir royal à rogner les prérogatives prévôtales, y compris en supprimant la charge de prévôt des marchands de 1382 à 1388.
Rétablie au profit de Jean Jouvenel des Ursins, un fidèle partisan des rois Charles VI puis Charles VII, la fonction de « prévôt des marchands » ne sera plus désormais qu'honorifique, puisque le candidat désigné par le souverain sera investi par les votants.
Au XIVe siècle, le « parloir aux bourgeois » est le siège de la municipalité parisienne.
À la veille de la Révolution française, la municipalité comporte :
- un prévôt des marchands (à cette date Jacques de Flesselles, nommé le 21 avril 1789) ;
- quatre échevins ;
- trente-six conseillers ;
- seize quarteniers.

Le 27 mai 1789, les électeurs des trois ordres de la ville demandent à siéger à l'hôtel de ville et à participer à la gestion de la cité, ce que Jacques de Flesselles refuse comme étant illégal, avec le soutien du ministère de Jacques Necker. Le 25 juin 1789, cette proposition est renouvelée et, sous la pression publique, Jacques de Flesselles admet douze de ces électeurs à se joindre à la municipalité en place : la commune de Paris est née. La première session de cette « assemblée générale » se tient le 13 juillet 1789 et Jacques de Flesselles en est élu président. Le lendemain, 14 juillet, les émeutiers n'ayant pas trouvé les armes qu'ils étaient venus réclamer à l'hôtel de ville, accusent Flesselles de collusion avec le pouvoir royal. Celui-ci est massacré par la foule, qui le décapite et promène sa tête au bout d'une pique dans les rues de la capitale.

### De la Révolution à l'époque contemporaine

Les 12 arrondissements entre 1795 et 1860 (en gris, les limites actuelles de Paris).

La loi du 11 octobre 1795 (19 vendémiaire an IV) supprime la municipalité unique, Paris étant désormais divisé en 12 arrondissements agissant comme des municipalités indépendantes.
Le 17 février 1800 (28 pluviôse an VIII), Napoléon Bonaparte dissout les douze municipalités, les arrondissements deviennent de simples divisions administratives et la capitale est rétablie en tant que commune unique. Le préfet de la Seine, assisté d'un conseil général de la Seine, siège à l'hôtel de ville et administre la capitale. Il n'y a donc plus de maire, seul un conseil de Paris (établi par la loi municipale du 5 avril 1884) élit tous les ans un président qui assure des fonctions surtout honorifiques. Quant aux pouvoirs de police, ils sont attribués à un préfet de police. C'est la première commune française à lever des montants significatifs sur les marchés de capitaux.
La loi du 16 juin 1859, dite loi Riché du nom de son rapporteur, étend les limites de Paris jusqu'à l'enceinte de Thiers, provoque la suppression de onze communes du département de la Seine, et procède au redécoupage de la capitale en créant 20 arrondissements au lieu de 12 mais n'en modifie pas l'organisation institutionnelle. Le chef de l'État désigne toujours pour chaque arrondissement un maire et deux adjoints, choisis parmi les citoyens les plus imposés, nommés pour 3 ans mais révocables. La loi du 14 avril 1871 augmente le nombre d'adjoints nommés à trois et supprime la durée du mandat devenant indéterminée.
Du fait de la création du « département de Paris », le 10 juillet 1964 (à la suite du démantèlement du département de la Seine), Paris dispose d'un Conseil général issu de la scission de l'ancien conseil général de la Seine, où sont représentés des élus de chaque arrondissement, mais la capitale française ne dispose pas encore de maire, seulement d'un président du conseil municipal, qui n'est pas doté des attributions normalement dévolues au maire (en tant que premier magistrat de la ville). Les maires d'arrondissements exercent l'essentiel de ces fonctions locales (à l'exception des pouvoirs de police), sous la supervision du préfet qui représente l'État et dirige encore effectivement le département ainsi que le préfet de police. Le Conseil général de Paris qui en résulte n'a donc pratiquement aucun rôle, et Paris n'est pas encore une commune de droit commun administrée par ses représentants élus, mais reste placée sous l'administration directe du gouvernement.
La loi du 31 décembre 1975 recrée la fonction de « maire de Paris ». Cette loi fait de Paris à la fois une commune et un département. Paris constitue alors deux collectivités territoriales distinctes, mais dont les affaires sont gérées par une même assemblée : le Conseil de Paris. La loi renvoie au droit commun des départements et des communes pour de nombreuses dispositions, même si Paris garde un statut particulier. La grande innovation réside dans l'institution d'un maire qui exerce tantôt les attributions d'un président de Conseil général, tantôt celles d'un maire. L'essentiel des budgets et les projets sont votés par le Conseil de Paris sous la présidence du maire de Paris qui dispose de pouvoirs beaucoup plus importants que ceux dont disposent les autres maires de France, même s'ils sont amputés des attributions de police administrative, qui restent attribuées au Préfet de police. Ce statut est mis en place en 1977, et les premières élections municipales parisiennes se tiennent le 25 mars 1977.
Depuis la loi du 31 décembre 1982, dite loi PLM pour « Paris, Lyon, Marseille », ces trois grandes villes ont une organisation administrative particulière inhérente à la volonté de décentralisation. La loi confère un statut particulier à la ville de Paris. Le territoire de Paris recouvre toujours deux collectivités territoriales, une commune et un département. Il est divisé en vingt arrondissements, chacun d'eux comportant un conseil d'arrondissement (organe délibérant) composé pour un tiers de conseillers de Paris élus dans l'arrondissement et pour deux tiers de conseillers d'arrondissement, ainsi qu'un maire d'arrondissement (organe exécutif) élu parmi les conseillers de Paris de l'arrondissement. Les conseils d'arrondissement gèrent les équipements de proximité (culturels, sociaux et sportifs) et constituent une sorte de décentralisation interne à la commune, un intermédiaire entre la population et l'autorité centrale. Leurs compétences, largement consultatives, sont réduites à la gestion des équipements, celle-ci s'exerçant en liaison avec le conseil municipal. L'arrondissement n'a en fait ni moyens propres, ni budget. Pour autant, cette loi n'a été qu'imparfaitement appliquée à Paris, les maires d'arrondissement ne se voyant transférer que peu de compétences.
Avec la loi du 29 décembre 1986 portant adaptation du régime administratif et financier de la ville de Paris, le législateur revient en partie sur la loi PLM en ce qui concerne Paris. Elle donne au maire quelques prérogatives que la loi PLM accordait au préfet de police : salubrité, maintien de l'ordre dans les foires et marchés, conservation du domaine public de la ville.
La loi du 27 février 2002 « relative à la démocratie de proximité » a largement modifié le fonctionnement des institutions parisiennes. Ses principaux objectifs concernent la vie locale et l'exercice des mandats. Pour cela, la loi impose le découpage des villes de plus de 80 000 habitants en quartiers et rend obligatoires les conseils de quartier. À Paris, l'obligation de créer les conseils de quartiers s'impose aux conseils d'arrondissement sous certaines réserves. Il appartient préalablement au conseil de Paris « sur proposition des conseils d'arrondissement » de fixer « le périmètre des quartiers constituant la commune ». Une fois ces périmètres établis, « les conseils d'arrondissement créent pour chaque quartier un conseil de quartier ». Ces instances « peuvent être consultées par le maire et lui faire des propositions sur toutes questions concernant le quartier ou la ville ». Par ailleurs, le maire « peut les associer à l'élaboration, à la mise en œuvre et à l'évaluation des actions intéressant le quartier, en particulier celles menées au titre de la politique de la ville ». La loi renforce également le rôle des commissions consultatives des services publics et favorise la création de postes d'adjoints « chargés principalement d'un ou plusieurs quartiers ». À Paris, ces créations de postes supplémentaires se font dans le cadre des arrondissements et ne doivent pas excéder 10 % de l'effectif légal du conseil d'arrondissement. Enfin, la loi s'intéresse aux compétences des collectivités locales, notamment à Paris : renforcement du pouvoir consultatif des conseils d'arrondissement, création d'une section d'investissement dans la dotation des arrondissements, assouplissement des règles de recrutement du personnel. Aux termes de cette loi, le maire de Paris dispose donc d'une compétence générale pour tout ce qui relève de la circulation et du stationnement, restreignant par là même considérablement les compétences de la Préfecture de police.
La loi no 2017-257 du 28 février 2017 relative au statut de Paris et à l'aménagement métropolitain, prévoit notamment la mise en place au 1er janvier 2019 d'une collectivité à statut particulier réunissant commune et département nommé « Ville de Paris », vers laquelle sont transférées des compétences supplémentaires issues de la préfecture de police.
La loi prévoit également la fusion en un secteur électoral des quatre premiers arrondissements et de nouvelles compétences pour les mairies d'arrondissement,.

## Organisation politique

### Élection des conseillers

Schéma de Paris, découpé en arrondissements.

Les élections municipales visent à élire les élus d'arrondissement et les conseillers de Paris, qui eux-mêmes élisent respectivement les maires d'arrondissement et le maire de Paris. Le scrutin se déroule par arrondissements, selon la même procédure que dans les communes de plus de 1 000 habitants.
À la suite de l'élection des conseillers d'arrondissement, les conseils d'arrondissement élisent les maires d'arrondissement une semaine après le scrutin, comme le font aussi les conseils municipaux élisant leur maire dans les autres communes de France.
Dans chaque arrondissement, les premiers élus de chaque liste (les conseillers de Paris) siègent également au Conseil de Paris, qui élit alors le maire de Paris ; les suivants (conseillers d'arrondissement) siègent seulement au Conseil d'arrondissement.
Le Conseil de Paris ayant simultanément les attributions d'un Conseil municipal (qui administre la commune) et d'un Conseil départemental (qui administre le département), il n'y a pas d'élections départementales à Paris.
L'évolution du nombre de conseillers de Paris, élus par arrondissement, avant et après 2014, est résumée dans le tableau ci-après :
| Arrondissement                                                              | 1er | 2e | 3e | 4e | 5e | 6e | 7e | 8e | 9e | 10e | 11e | 12e | 13e | 14e | 15e | 16e | 17e | 18e | 19e | 20e | Total |
| --------------------------------------------------------------------------- | --- | -- | -- | -- | -- | -- | -- | -- | -- | --- | --- | --- | --- | --- | --- | --- | --- | --- | --- | --- | ----- |
| Conseillers de Paris de 1983 à 2014                                         | 3   | 3  | 3  | 3  | 4  | 3  | 5  | 3  | 4  | 6   | 11  | 10  | 13  | 10  | 17  | 13  | 13  | 14  | 12  | 13  | 163   |
| Conseillers de Paris depuis 2014                                            | 1   | 2  | 3  | 2  | 4  | 3  | 4  | 3  | 4  | 7   | 11  | 10  | 13  | 10  | 18  | 13  | 12  | 15  | 14  | 14  | 163   |
| Conseillers d'arrondissement avant 2014                                     | 10  | 10 | 10 | 10 | 10 | 10 | 10 | 10 | 10 | 12  | 22  | 20  | 26  | 20  | 34  | 26  | 26  | 28  | 24  | 26  | 354   |
| Conseillers d'arrondissement depuis 2014                                    | 10  | 10 | 10 | 10 | 10 | 10 | 10 | 10 | 10 | 14  | 22  | 20  | 26  | 20  | 36  | 26  | 24  | 30  | 28  | 28  | 364   |
| diminution du nombre de conseillers — augmentation du nombre de conseillers |     |    |    |    |    |    |    |    |    |     |     |     |     |     |     |     |     |     |     |     |       |

L'évolution du nombre de conseillers de Paris et d'élus par arrondissement, à partir de 2020, est résumée dans le tableau ci-après :
| Arrondissement                                | Paris Centre 1er 2e 3e 4e | 5e | 6e | 7e | 8e | 9e | 10e | 11e | 12e | 13e | 14e | 15e | 16e | 17e | 18e | 19e | 20e | Total |
| --------------------------------------------- | ------------------------- | -- | -- | -- | -- | -- | --- | --- | --- | --- | --- | --- | --- | --- | --- | --- | --- | ----- |
| Conseillers de Paris à partir de 2020         | 8                         | 4  | 3  | 4  | 3  | 4  | 7   | 11  | 10  | 13  | 10  | 18  | 13  | 12  | 15  | 14  | 14  | 163   |
| Conseillers d'arrondissement à partir de 2020 | 16                        | 10 | 10 | 10 | 10 | 10 | 14  | 22  | 20  | 26  | 20  | 36  | 26  | 24  | 30  | 28  | 28  | 340   |

### Maire
Comme dans toute commune, le maire de Paris, est le chef de la collectivité municipale et en dirige l'action, les orientations et les politiques publiques. Il est élu par le Conseil de Paris et en préside ses séances. Il est pour cela à la tête de l'administration municipale, dont il confie la gestion et la coordination au secrétaire général. 

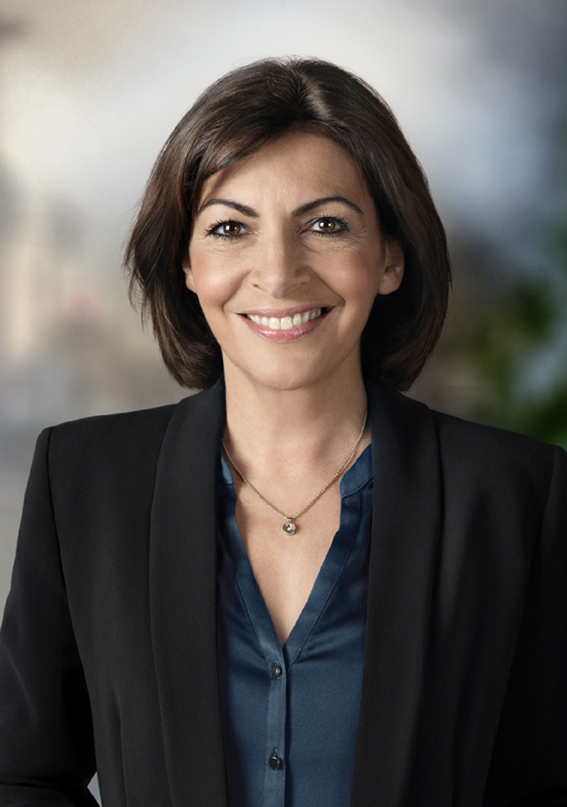
Anne Hidalgo, maire de Paris depuis 2014.

Le tout premier maire de Paris est Jean Sylvain Bailly. Il est élu le 15 juillet 1789. Deux jours après, Bailly remit la cocarde tricolore au roi à l'hôtel de ville. Entre la loi de 1794 et celle du 31 décembre 1975, Paris n'a plus eu de maire à deux exceptions près : durant six mois sous la Révolution française de 1848 et durant près d'un an lors de la proclamation de la Troisième République jusqu'à deux mois après la Commune de Paris en 1871. Il faut attendre les premières élections municipales en 1977, pour que les Parisiens élisent de nouveau un maire. Depuis cette date, quatre maires s'y sont succédé :
- Jacques Chirac (1977-1995)
- Jean Tiberi (1995-2001)
- Bertrand Delanoë (2001-2014)
- Anne Hidalgo (depuis 2014), deuxième mandat en cours.

### Adjoints au maire
Comme dans toute commune, le maire de Paris peut nommer un ou plusieurs adjoints parmi les Conseillers de Paris, auxquels il délègue la gestion de certains pans de ses compétences et l'application de son programme politique.
Pour les mandats précédents : 1977-1983, 1983-1989, 1989-1995, 1995-2001, 2001-2008 et 2008-2014.

### Indemnités des élus
La rémunération mensuelle en juin 2013 est la suivante :
|                                                       | Nombre                                                | Brut mensuel                                          | Total       |
| ----------------------------------------------------- | ----------------------------------------------------- | ----------------------------------------------------- | ----------- |
| Maire                                                 | 1                                                     | 8 650 €                                               | 8 650 €     |
| Adjoints au maire                                     | 37                                                    | 4 855 €                                               | 179 635 €   |
| Conseillers                                           | 163                                                   | 4 807 €                                               | 783 642 €   |
| Maires d'arrondissement                               | 20                                                    | 4 855 €                                               | 97 100 €    |
| Adjoints aux maires d'arrondissement                  | -                                                     | 2 159 €                                               | - €         |
| Total (sans les adjoints aux maires d'arrondissement) | Total (sans les adjoints aux maires d'arrondissement) | Total (sans les adjoints aux maires d'arrondissement) | 1 069 027 € |

### Intégrité publique et condamnations
Des enquêtes pénales et administratives sont menées dans les années 1990 à 2025 sur des faits commis sous les mandats de Jacques Chirac, Jean Tiberi et Anne Hidalgo. Notamment :
- Affaire des emplois fictifs de la mairie de Paris
- Affaire des faux chargés de mission
- Affaire des HLM de Paris
- Affaire de la Sempap
- Affaire du conflit d'intérêt de Jean-Louis Missika
- Affaire de la catastrophe de la rue de Trévise
- Affaire du voyage à Tahiti

Le 26 octobre 2015, la Cour administrative d'appel de Paris annule la délibération du Conseil de Paris des 22 et 23 avril 2013 et la décision du maire de Paris de conclure le bail emphytéotique administratif consenti à la société des Habous et des Lieux Saints de l'Islam concernant l'Institut des cultures d'Islam sis 56, rue Stephenson et 23, rue Doudeauville à Paris 18e.

## Organisation administrative

### Agents de la Ville

#### Statut
Le personnel administratif de Paris a, dans sa grande majorité, le statut de fonctionnaires, une minorité ayant celui dit de contractuels. Ces fonctionnaires font partie de la fonction publique territoriale, cependant leur statut est adapté par le décret no 94-415 du 24 mai 1994 « portant dispositions statutaires relatives aux personnels des administrations parisiennes ». Leur gestion est entièrement assurée par les services de la Ville sans l'intervention du Centre national ni d'un centre local de gestion. Les fonctionnaires appartiennent à des corps spécifiques et non à des cadres d'emplois. Ces agents sont recrutés ordinairement après concours, externe ou interne.
Les 63 corps de fonctionnaires à la Ville de Paris sont répartis entre différentes filières (administrative, technique, sanitaire et sociale notamment) et 23 statuts d'emplois fonctionnels. Parmi les corps peuvent être cités :
- le corps des Administrateurs de la ville de Paris qui assurent de hautes fonctions de conception et d'encadrement ;
- le corps des ingénieurs cadres supérieurs d'administrations parisiennes qui assurent de hautes fonctions techniques de conception et de gestion ;
- le corps des attachés d'administrations parisiennes qui assurent des fonctions de conception et d'encadrement ;
- le corps des ingénieurs de la Ville de Paris qui assurent des fonctions techniques de conception et de gestion;
- le corps des techniciens supérieurs de la Ville de Paris.

#### Effectifs, masse salariale et leur évolution
Au 31 décembre 2018, 52 553 agents sont en poste dans les différentes directions et établissements publics de la Ville. Parmi ceux-ci :
- 12,8 % sont de catégorie A, 18,3 % de catégorie B et 68,9 % de catégorie C ;
- 55,9 % sont des femmes ;
- 11 196, soit 21,3 %, sont employés par la Direction des affaires scolaires (DASCO), qui est donc la plus importante direction en nombre d'agents[s 2].

Les effectifs employés, en augmentation entre 2008 (45 423 agents) et 2010 (51 421) apparaissent stables depuis. Les mouvements récents ont été marqués en 2018 par l'intégration de 1 800 agents dépendant auparavant de la préfecture de police, dans le cadre de transferts de compétence consécutifs de la loi du 28 février 2017 sur le statut de Paris. Le nombre de postes à temps plein et à périmètre constant était de 48 182 en 2017 contre 48 134 en 2016. Ainsi, l'évolution sur les dernières années est marquée par une maîtrise des effectifs compensée par l'intégration d'agents en provenance d'autres administrations. En outre, cette stabilité (+1 % entre 2010 et 2015) n'empêche pas un accroissement significatif de la masse salariale (+12 %) au cours de cette période, non seulement en raison de contraintes subies (revalorisations, réformes nationales), mais aussi du fait de décisions internes (promotions, réformes statutaires et indemnitaires…).

### Secrétariat général
Le secrétaire général de la Ville est le chef de l'administration de la commune, sous la responsabilité du maire et de ses adjoints. Il coordonne l'ensemble des Directions et services de la Ville. Il a des attributions équivalentes à celle d'un Directeur général des services (DGS) dans les autres collectivités françaises. Pour l'exercice de ses missions, il peut déléguer à des secrétaires généraux adjoints et des Directeurs placés auprès de lui la gestion d'un domaine d'action publique.
Le secrétaire général est un haut-fonctionnaire.
De 1977 à aujourd'hui, les secrétaires généraux successifs ont été :
- 1977-1986 : Camille Cabana
- 1986-1992 : Guy Maillard
- 1992-1996 : Jean-Michel Hubert
- 1996-1998 : Jean-Claude Le Taillandier
- 1998-2001 : Bernard Bled
- 2001-2008 : Pierre Guinot-Deléry
- 2008-2014 : Véronique Bédague
- 2014-2017 : Philippe Chotard
- 2017-2020 : Aurélie Robineau-Israël
- Depuis 2020 : Marie Villette

### Directions et services techniques de la Ville

#### Histoire et chronologie
À l'époque moderne, les différents corps techniques constituant l'administration de la Ville se structurent et s'autonomisent. Les architectes-voyers s'opposent aux ingénieurs et aux corporations de métiers. Après une tentative de fusion sous la Révolution, Napoléon Bonaparte hiérarchise l'institution sous le modèle militaire. Sous Rambuteau, « le corps des Ponts-et-Chaussées reste le grand pourvoyeur de compétences ».
1811 : Louis Bruyère (Ponts-et-Chaussées) est le premier Directeur des Travaux Publics de Paris.
1840 : Jean Reynaud (Mines)
1848 : rassemblement du Service du Pavé et du Service des Eaux et Égouts dans un Service des Travaux de Paris, territorialisé en sections (chef : Darey, puis Dupuit en 1850).
1854 : Le Service du Pavé devient le Service de la Voie publique et du Nettoiement. L'ingénieur Eugène Belgrand devient chef du service des Eaux et Égouts, entouré de Hamberg et Allard à la tête de circonscriptions géographiques. Adolphe Alphand devient chef du service des Promenades et Plantations, entouré de Darcel et Grégoire. Le Service des Travaux de Paris devient Direction.
1855 : Zoroastre Alexis Michal est nommé directeur du service municipal ayant la direction de tous les services des travaux dans Paris à la demande du baron Haussmann.
1856 : création du Service du Plan (chef : Deschamps).
1878 : Couche est Directeur des Eaux et Égouts.
1887 : Saint-Ange-Allard est directeur de la Voie Publique.
1897 : l'ensemble des Services Techniques est réparti en quatre services distincts.
1959 : Création de l'École des ingénieurs de la ville de Paris qui forme le corps des ingénieurs de la ville de Paris.
La réforme du statut de Paris par la loi du 31 décembre 1975 rend les Directions de la Ville non plus dépendantes de la préfecture de la Seine mais directement de la Mairie, renforçant leur autonomie vis-à-vis de l’État et de ses corps d'agents.
En 2018, dix-huit Directions, deux délégations générales et quelques services annexes exercent les compétences de la Ville et exécutent les délibérations du Conseil de Paris et les orientations des élus de l'exécutif.

#### Directions opérationnelles
Ces Directions comptent le plus grand nombre d'agents et sont directement en contact avec le public, usagers du service public parisien (espaces publics comme la voirie, équipements publics, prestations sociales…) :
- Direction de la voirie et des déplacements (DVD)
- Direction des Espaces verts et de l'Environnement (DEVE)
- Direction de la propreté et de l'eau (DPE)
- Direction de la santé publique (DSP)
- Direction des solidarités (DSOL)
- Direction de la jeunesse des sports (DJS)
- Direction de la famille et de la petite enfance (DFPE)
- Direction des affaires scolaires (DASCO)
- Direction de la police municipale et de la prévention (DPMP)
- Direction de l'urbanisme (DU)
- Direction du logement et de l'habitat (DLH)
- Direction de l'attractivité et de l'emploi (DAE)
- Direction des affaires culturelles (DAC)
- Direction de la Démocratie, des Citoyens et des Territoires (DDCT)

#### Directions support
Les Directions support sont chargées de garantir le bon fonctionnement des Directions opérationnelles au niveau matériel, humain et financier :
- Direction des ressources humaines (DRH) ;
- Direction des finances et des achats (DFA) ;
- Direction des affaires juridiques (DAJ) ;
- Direction des constructions publiques et de l'architecture (DCPA) ;
- Direction de l'immobilier, de la logistique et des transports (DILT) ;
- Direction des systèmes d'information et du numérique (DSIN) ;
- Direction de l'information et de la communication (DICOM).

#### Autres types de services
Le Centre d'action sociale de la Ville de Paris (CASVP) constitue le centre communal d'action sociale (CCAS) de la Ville. Il complète l'action de la DASES auprès des publics vulnérables et modestes, en développant notamment des actions innovantes.
Il existe également des délégations générales, formées de manière plus ponctuelle pour la gestion de certains domaines précis de l'action de la Ville :
- Délégation générale aux relations internationales (DGRI) ;
- Délégation générale aux jeux olympiques et paralympiques et aux grands événements (DGJOPGE).

Des services annexes complètent l'action technique des Directions en développant un appui opérationnel : les transports automobiles municipaux (TAM) notamment sont chargés de l'entretien des véhicules appartenant à la Ville et utilisés pour le transport des élus, des personnels et de marchandises.

#### Inspection générale
L'inspection générale de la Ville de Paris est le principal organe d'audit et de contrôle interne de l'administration de la Ville. Elle conduit des missions d'évaluation et d'audit de l'ensemble des Directions et politiques publiques de la Ville, selon un programme annuel et à la demande des élus. Elle est pour cela constituée d'un corps spécifique d'une cinquantaine d'agents inspecteurs,.

## Budget
Le budget primitif de 2011 (ville et département) s’élevait à 8,582 milliards d’euros dont 6,906 milliards d’euros consacrés au fonctionnement et environ 1,676 milliard à l’investissement. L'encours de dette s’élevait à 2,696 milliards d’euros. Les emprunts garantis par le département de Paris en 2008 s'élevaient à 26,6 milliards d'euros.
Après une stabilité entre 2000 et 2008, les taux d’imposition ont été augmentés en 2009 et sont portés à 9,59 % pour la taxe d'habitation, 7,75 % pour la taxe sur le foncier bâti, 14,72 % pour la taxe sur le foncier non bâti et 13,46 % pour la taxe professionnelle,. La fiscalité représente 55 % des recettes de la ville.
La bulle immobilière qui s'est développée pendant tout le premier mandat de Bertrand Delanoë a permis une hausse extrêmement importante des rentrées fiscales assises sur l'immobilier. L'explosion de cette bulle immobilière temporaire laisse la mairie avec un excédent de dépenses permanentes à financer autrement. C'est pourquoi Bertrand Delanoë a annoncé en 2008 la création d'une nouvelle taxe départementale de 3 % sur le foncier (payée uniquement par les propriétaires) et une hausse des taux de l'impôt foncier. Pour la période 2007-2012, l'Union nationale de la propriété immobilière (UNPI) calcule que Paris est la ville qui a connu la progression nationale la plus forte de sa taxe foncière (+ 67,90 % contre 21,17 % en moyenne), en raison notamment de la création de ce taux départemental,,.
Le taux d'endettement de la Mairie de Paris (ville et département) atteint alors 39 % de ses ressources, bien moins que la moyenne nationale des grandes villes (89 %). À la suite de la forte augmentation de la dette, un « quasi-quadruplement de la dette de Paris entre 2001 et 2014 » (situation destinée à s'aggraver encore durant les mandats successifs d'Anne Hidalgo avec un bond de 40% entre 2014 et 2019 selon la Chambre régionale des comptes, pour atteindre 8,8 milliards d'euros de dette selon les services de la mairie de Paris fin 2024), les agences de notation rétrogradent Paris en 2012 et 2013 à la note de AA+.
Dans un livre intitulé Comptes et légendes de Paris, Bilan de la gestion Delanoë (2011), le journaliste Dominique Foing analyse, sur la base des rapports de l'Inspection générale de la ville de Paris et de la chambre régionale des comptes d'Île-de-France, la gestion des années 2001-2011 de la ville de Paris : les dépenses municipales auraient augmenté de 44,45 % (« le produit fiscal, fiscalité immobilière incluse, collecté sur les contribuables parisiens est passé de 1,7 milliard d'euros au budget 2001 à 2,5 milliards d'euros au budget 2008, soit 47 % d'augmentation »), signifiant pour les contribuables une hausse des recettes des impôts de 70 % entre 2001 et 2011 ; concomitamment, les dépenses de fonctionnement se seraient accrues de 2 milliards d'euros, la dette, relativement faible en 2011, augmentant d'un milliard d'euros,.

## Intercommunalité
À la différence de la plupart des principales régions urbaines de France, il n'a longtemps existé aucune entité intercommunale gérant la région urbaine de Paris, aucun conseil intercommunal ne traitant les problèmes du noyau urbain dense de la région dans son ensemble.
Une réflexion sur la mise en place d'une structure métropolitaine plus efficace recouvrant la ville de Paris et certaines de ses banlieues, partant d'une idée socialiste d'une « conférence métropolitaine » ou de l'idée de la droite d'un « Grand Paris » plus intégré a été engagée. Elle aboutit à la création de la métropole du Grand Paris par la loi de modernisation de l'action publique territoriale et d'affirmation des métropoles de 2014, intercommunalité à statut spécial qui entre en vigueur le 1er janvier 2016. Cet EPCI est découpé en établissements publics territoriaux regroupant plusieurs communes, à l'exception de la ville de Paris qui en forme un à elle toute seule.

## Identité visuelle

Logotype
Logo de la Mairie de Paris jusqu'au début des années 2000.
Logo de la Mairie de Paris jusqu'en 2015.
Logo de la Mairie de Paris de 2015 à 2018[18].
Logo de la Ville de Paris depuis 2019[19].

## Jumelage et partenariats

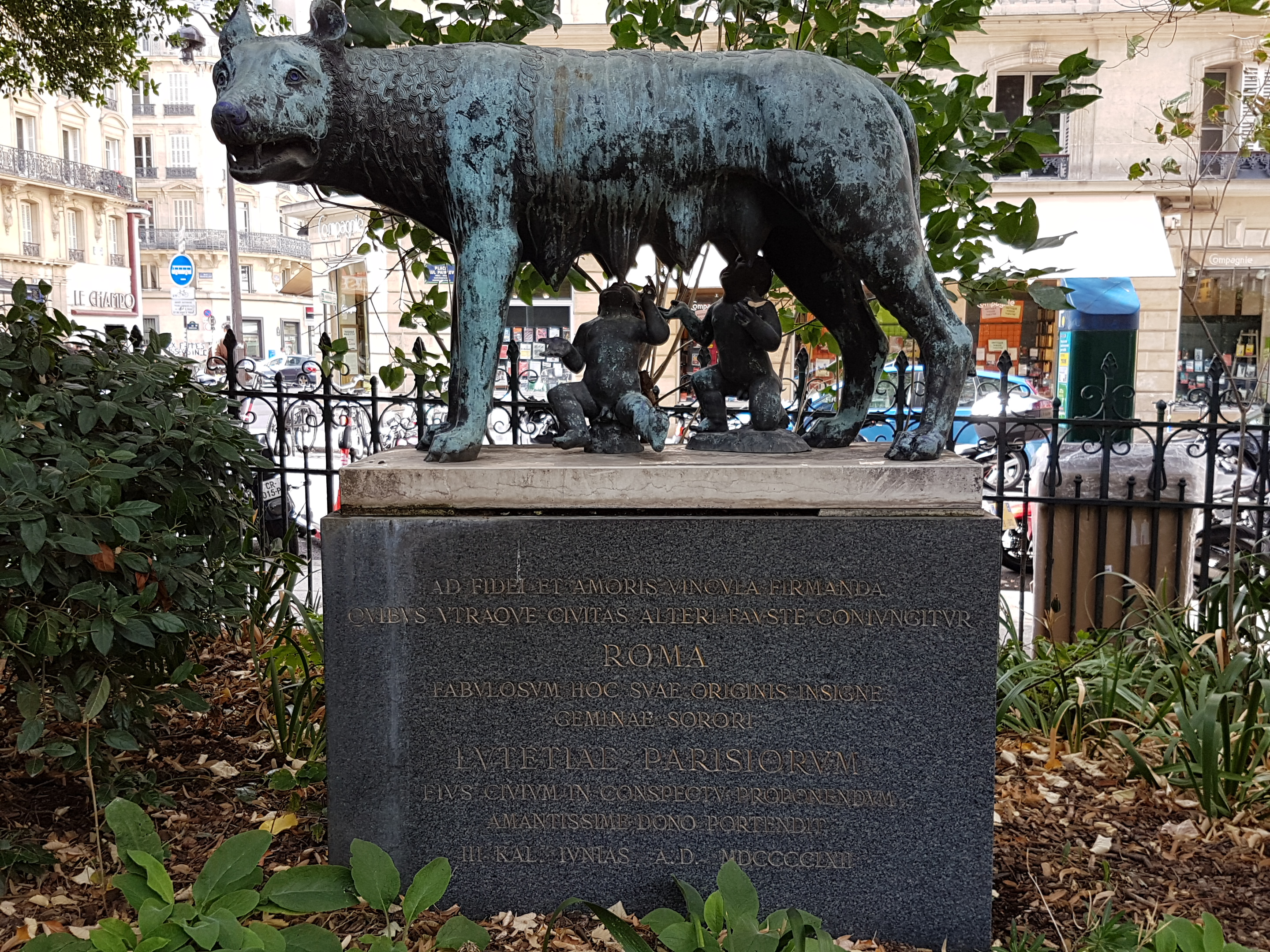
Reproduction de la Louve capitoline installée en 1962 place Paul-Painlevé, dans l'actuel square Samuel-Paty, à l'occasion du jumelage avec Rome.

Paris est jumelée avec une seule ville : Rome, depuis le 30 janvier 1956, avec pour slogan « Seule Paris est digne de Rome ; seule Rome est digne de Paris » (en italien « Solo Parigi è degna di Roma; solo Roma è degna di Parigi »).
- Rome (Italie) depuis 1956

La capitale française a également signé des pactes d'amitié et de coopération avec de nombreuses villes :
(la date est celle du pacte le plus ancien signé avec chaque ville)
- Kyoto (Japon) depuis 1958
- Tokyo (Japon) depuis 1982
- Le Caire (Égypte) depuis 1985
- Amman (Jordanie) depuis 1987
- Berlin (Allemagne) depuis 1987
- Sanaa (Yémen) depuis 1987
- Séoul (Corée du Sud) depuis 1991
- Beyrouth (Liban) depuis 1992
- Moscou (Russie) depuis 1992
- Jakarta (Indonésie) depuis 1995
- Chicago (États-Unis) depuis 1996
- Québec (Canada) depuis 1996
- San Francisco (États-Unis) depuis 1996
- Pékin (Chine) depuis 1997
- Prague (Tchéquie) depuis 1997
- Riyad (Arabie saoudite) depuis 1997
- Saint-Pétersbourg (Russie) depuis 1997
- Santiago (Chili) depuis 1997
- Tbilissi (Géorgie) depuis 1997
- Erevan (Arménie) depuis 1998
- Koweït (Koweït) depuis 1998
- Lisbonne (Portugal) depuis 1998
- Sofia (Bulgarie) depuis 1998
- Sydney (Australie) depuis 1998
- Buenos Aires (Argentine) depuis 1999
- Mexico (Mexique) depuis 1999
- Varsovie (Pologne) depuis 1999
- Athènes (Grèce) depuis 2000
- Madrid (Espagne) depuis 2000
- Washington (États-Unis) depuis 2000
- Londres (Royaume-Uni) depuis 2001
- Porto Alegre (Brésil) depuis 2001
- Genève (Suisse) depuis 2002
- Alger (Algérie) depuis 2003
- Casablanca (Maroc) depuis 2004
- Rabat (Maroc) depuis 2004
- São Paulo (Brésil) depuis 2004
- Copenhague (Danemark) depuis 2005
- Montréal (Canada) depuis 2006
- Phnom Penh (Cambodge) depuis 2007
- Istanbul (Turquie) depuis 2009
- Jéricho (Palestine) depuis 2009
- Rio de Janeiro (Brésil) depuis 2009
- Doha (Qatar) depuis 2010
- Tel Aviv-Jaffa (Israël) depuis 2010
- Dakar (Sénégal) depuis 2011
- Ramallah (Palestine) depuis 2011
- Amsterdam (Pays-Bas) depuis 2013
- Montevideo (Uruguay) depuis 2013
- Kinshasa (République démocratique du Congo) depuis 2014
- Mexico (Mexique) depuis 2014
- Brazzaville (Congo) depuis 2015

Le 20 avril 2006, les maires de Paris (Bertrand Delanoë) et de San Francisco (Gavin Newsom) ont signé un partenariat de « jumelage numérique » (Digital Sister Cities) autour des nouvelles technologies, notamment l'équipement public en Wi-Fi.